# Euplectus infirmus
Euplectus infirmus är en skalbaggsart som beskrevs av Achille Raffray 1910. Euplectus infirmus ingår i släktet Euplectus, och familjen kortvingar. Arten är reproducerande i Sverige.